# 青柳 (草加市)
青柳（あおやぎ）は、埼玉県草加市の町名。現行行政地名は、青柳一丁目から青柳八丁目および青柳町。郵便番号は青柳が340-0002、青柳町が340-0007。

## 地理
埼玉県の東部地域で、草加市東部の沖積平野に位置する。地区の概ね中央部を南北に葛西用水路（東京葛西用水）が貫流し、東西に綾瀬川放水路が流れる。東端を南北に八条用水、西端を古綾瀬川が屈曲しながら概ね南北に流れる。地内は主に戸建ての住宅地で、北部には水田などの農地も見られる。南部は草加八潮工業団地の区域に含まれ、工業地帯の様相を呈している。葛西用水路の両岸には桜が植栽され、桜並木が整備されている。青柳町は全域が戸建ての住宅地で、境界線となる古綾瀬川の流路跡に緑道が整備されている。

### 地価
住宅地の地価は、2021年（令和3年）の公示地価によれば、青柳4丁目12番14号の地点で9万8800円/m2となっている。

## 歴史
もとは江戸期より存在した武蔵国埼玉郡八条領に属する青柳村であった。

### 沿革
- はじめは幕府領、のちに大部分が旗本の知行地となり、旗本奈須氏および旗本塙氏との相給となる[7]。なお、検地は1627年（寛永4年）に実施。
- 幕末の時点では埼玉郡に属し、明治初年の『旧高旧領取調帳』の記載によると、代官佐々井半十郎支配所が管轄する幕府領、および旗本2氏（塙鍵次郎・奈須玄竹）の知行であった[8]。
- 1868年（慶応4年）6月19日 - 幕府領が武蔵知県事・山田政則（忍藩士）の管轄となる。
- 1869年（明治2年）
  - 1月13日 - 武蔵知県事・河瀬秀治の管轄区域に小菅県[8]を設置、同県の管轄となる。県庁は葛飾郡小菅村に置かれる。
  - 12月2日 - 旗本領が上知され、小菅県の管轄となる（府藩県三治制も参照）。
- 1871年（明治4年）11月14日 - 太政官布告第594号により小菅県を廃止。埼玉県の管轄となる。
- 1873年（明治6年）1月 - 地内の三蔵院の境内を仮用して青柳学校（現、草加市立川柳小学校）を開校する[9]。
- 1879年（明治12年）3月17日 - 郡区町村編制法により成立した南埼玉郡に属す。郡役所は岩槻町に設置。それに伴い、郡内に同名の村が所在し（現、久喜市大字北青柳）、区別するため南を冠称し、南青柳村と改称された[10]。
- 1889年（明治22年）4月1日 - 町村制施行に伴い、柿ノ木村・南青柳村・伊原村・麦塚村が合併し、南埼玉郡川柳村が成立、南青柳村は川柳村の大字南青柳となる。

- 1947年（昭和22年）4月1日 - 地内に川柳村立川柳中学校（現、草加市立川柳中学校）が創立される[11]。
- 1955年（昭和30年）8月1日 - 川柳村が草加町に編入され、草加町の大字となる。
- 1958年（昭和33年）11月1日 - 市制が施行され、同時に大字南青柳から青柳町に地名変更[12]。
- 1962年（昭和37年）4月1日 - 地内に埼玉県立草加高等学校が創立される。
- 1967年（昭和42年）
  - 6月1日 - 南埼玉郡八潮町との市境変更を実施、青柳町の一部（字大広戸4385・4386）が八潮市に編入され、八潮町大字青柳町が成立[13]。
  - 8月1日 - 八潮町との市境変更を実施、八潮市大字松ノ木（松之木）（字上ケ田北496の2他）および大字八条（八條）（字堤外4070他）の各一部を青柳町に編入する[13][7]。
- 1968年（昭和43年）9月1日 - 八潮町大字青柳町が八潮市大字新町の一部となり廃止される[13]。
- 1981年（昭和56年）4月1日 - 地内に草加市立青柳中学校が開校する[14]
- 1982年（昭和57年）4月1日 - 地内に草加市立青柳小学校が開校する[15]。
- 1990年（平成2年）11月1日 - 第6次住居表示が実施され[16]、青柳町の大部分が青柳一丁目〜八丁目に変更。一部に青柳町が半円形の残部として残存する。
- 1992年（平成4年）11月27日 - 地内に東京外環自動車道が建設され、開通する。前日には国道298号も開通。

## 世帯数と人口
2017年（平成29年）10月1日現在の世帯数と人口は以下の通りである。
| 町丁・丁目         | 世帯数    | 人口     |
| ------------------ | --------- | -------- |
| 青柳町             | 52世帯    | 113人    |
| 青柳一丁目・二丁目 | 493世帯   | 1,245人  |
| 青柳三丁目         | 673世帯   | 1,538人  |
| 青柳四丁目         | 650世帯   | 1,544人  |
| 青柳五丁目         | 980世帯   | 2,360人  |
| 青柳六丁目         | 1,275世帯 | 3,136人  |
| 青柳七丁目         | 1,515世帯 | 3,687人  |
| 青柳八丁目         | 1,287世帯 | 3,156人  |
| 計                 | 6,925世帯 | 16,779人 |

## 小・中学校の学区
市立小・中学校に通う場合、学区は以下の通りとなる。
| 町丁・丁目 | 番地                                                                                                | 小学校               | 中学校             |
| ---------- | --------------------------------------------------------------------------------------------------- | -------------------- | ------------------ |
| 青柳町     | 全域                                                                                                | 草加市立八幡小学校   | 草加市立川柳中学校 |
| 青柳一丁目 | 全域                                                                                                | 草加市立青柳小学校   | 草加市立松江中学校 |
| 青柳二丁目 | 全域                                                                                                | 草加市立青柳小学校   | 草加市立川柳中学校 |
| 青柳三丁目 | 全域                                                                                                | 草加市立青柳小学校   | 草加市立川柳中学校 |
| 青柳四丁目 | 12〜15番 20番〜30番 31番8号 31番11〜12号 31番15〜16号 31番19〜20 31番24号 31番26〜29号 31番32〜36番 | 草加市立青柳小学校   | 草加市立川柳中学校 |
| 青柳四丁目 | その他                                                                                              | 草加市立川柳小学校   | 草加市立青柳中学校 |
| 青柳五丁目 | 1〜23番                                                                                             | 草加市立川柳小学校   | 草加市立青柳中学校 |
| 青柳五丁目 | その他                                                                                              | 草加市立八幡北小学校 | 草加市立青柳中学校 |
| 青柳六丁目 | 全域                                                                                                | 草加市立青柳小学校   | 草加市立川柳中学校 |
| 青柳七丁目 | 1〜4番 33〜40番 62〜66番                                                                            | 草加市立青柳小学校   | 草加市立川柳中学校 |
| 青柳七丁目 | その他                                                                                              | 草加市立川柳小学校   | 草加市立青柳中学校 |
| 青柳八丁目 | 全域                                                                                                | 草加市立川柳小学校   | 草加市立青柳中学校 |

## 交通

### 鉄道
町域内に鉄道は敷設されていない。最寄り駅は東武伊勢崎線（東武スカイツリーライン）新田駅または同線獨協大学前駅であるが、青柳4丁目12番14号の地点より新田駅までおよそ2.4 km、青柳6丁目24番4号の地点より獨協大学前駅までおよそ3.0 kmそれぞれ離れている。

### 道路
- 東京外環自動車道
- 国道298号
- 埼玉県道・千葉県道29号草加流山線
- 青柳東通り
- そうか公園通り
- 越戸橋通り

## 地域

### 寺社
- 本門佛立宗妙源寺
- 真言宗三覚院 - 武蔵国八十八ヶ所霊場11、12番
- 八幡神社
- 久伊豆神社
- 白狐稲荷神社
- 古峰神社

### 公園・緑地
- 草加市総合運動場
- 青柳四丁目ふれあい公園
- 青柳町やなぎ児童遊園
- 青柳公園
- 青柳東公園
- 青柳八丁目公園

※ ほかにも青柳第1公園などのポケットパークが地内に多数設けられている。

### 施設
- 草加市立川柳小学校
- 草加市立川柳中学校
- 草加市立青柳小学校
- 草加市立青柳中学校
- 埼玉県立草加高等学校
- 学校法人草加青徳学園 青徳幼稚園
- 草加市立あおやぎ保育園
- 社会福祉法人浄縁会 じょうえん保育園
- 草加市立知的障害児通園施設あおば学園
- 草加八潮工業団地
- 草加八潮消防局 草加消防署青柳分署
- 草加警察署青柳交番
- 草加市環境業務センター
- 志茂会館
- 青柳町出戸会館
- 草加青柳郵便局
- 草加工業団地内郵便局
- 草加八潮工業団地福祉センター
- 東京電力パワーグリッド青柳変電所
- 草創庵博物館

※ 他にも8丁目に東京ガスの関連施設がある。
かつてあった施設

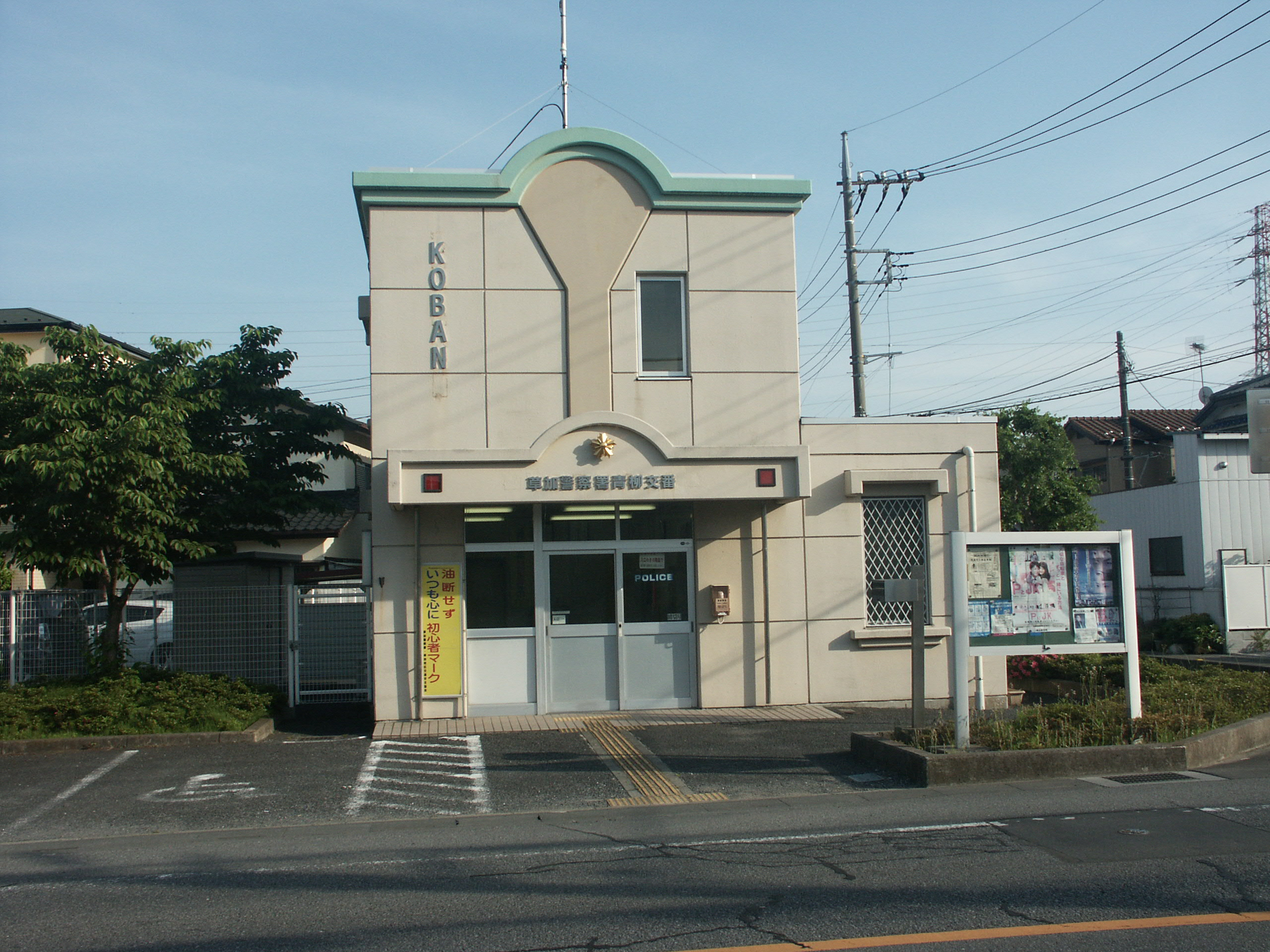
草加警察署青柳交番

- 青柳町山谷公民館 - 6丁目56番2の場所に所在した。墓地が残る。